# Zonitis minutissima
Zonitis minutissima is een keversoort uit de familie van oliekevers (Meloidae). De wetenschappelijke naam van de soort is voor het eerst geldig gepubliceerd in 2001 door Pinto.